# Adolf Kofler
Adolf Kofler (12 de janeiro de 1892 — 13 de março de 1915) foi um ciclista de estrada austríaco que competiu nos Jogos Olímpicos de Verão de 1912 em Estocolmo.
É natural da cidade de Graz, Áustria. Em 1912, fez parte da equipe de ciclismo austríaca que terminou em sétimo lugar na prova de contrarrelógio por equipes. No contrarrelógio individual, Kofler terminou na trigésima primeira posição. Foi morto em combate durante a Primeira Guerra Mundial, na Itália.